# Bethania (North Carolina)
Bethania ist eine Town und die älteste Ansiedlung im Forsyth County, im Bundesstaat North Carolina in den Vereinigten Staaten von Amerika und wurde nach der Reaktivierung der ursprünglichen Gemeindesatzung von 1838/1839 im Jahre 1995 zur Gemeinde.
Als erste geplante Ansiedlung der Herrnhuter Brüdergemeine (engl. Moravian Church) ist Bethania heute die einzige noch unabhängige und durchgehend aktive moravische Siedlung in den Südstaaten und ist die einzig bekannte existierende nach deutschem Vorbild entstandene Agrargemeinde im Süden. Das etwa 2 Quadratkilometer große Gebiet des Bethania National Historic Landmark ist das größte nationale Wahrzeichen in Forsyth County. Bethania und seine Besitzungen aus dem 18. und 19. Jahrhundert werden im nationalen und staatlichen Register historischer Plätze gelistet.

## Geschichte
Bethania wurde am 12. Juni 1759 von der Moravian Church als eine Agrar- und Handelsgemeinde gegründet. Die Ansiedlung war die erste geplante dieser Art in Wachovia (angelehnt an Wachau) und von seiner Gründung an lebten Mitglieder der Glaubensgemeinschaft der Moravier in dem Dorf. Heute ist die Anlage eines typischen deutschen landwirtschaftlich geprägten Straßendorfes intakt und sichtbar, die meisten der Dorfanlagen und Wege wurde seit 1759 durchgehend benutzt. Der Ort wurde nach Bethanien nahe Jerusalem in Israel benannt, laut der Bibel die Heimat von Maria, Martha, Lazarus und Simons des Aussätzigen.
Der Ortskern wurde im Mai 1976 unter der Bezeichnung Bethania Historic District als Historic District in das National Register of Historic Places eingetragen. Im März 1991 wurde dieser Schutzbezirk erweitert. Im August 2001 erhielt der Bethania Historic District den Status eines National Historic Landmarks zuerkannt.
Im März 2007 eröffnete Bethania ein Besucherzentrum und ein Museum Historisches Bethania, um Informationen über die Gemeinde und deren kulturelle Bedeutung weitergeben zu können. Die Einrichtungen umfassen ein restauriertes moravisches Bauernhaus, das Wolff-Moser-Haus, etwa aus dem Jahre 1792, eines der ältesten erhaltenen moravischen landwirtschaftlichen Gebäude in Nordamerika, es kann während der Öffnungszeiten des Besucherzentrum besichtigt werden. Das Zentrum dient außerdem als Orientierungs- und Ausgangspunkt für diejenigen, die den Bethania National Historic Landmark District erforschen wollen.

## Geographie
Bethania liegt bei den Koordinaten 36.184418N und 80.334786W, nach Angaben des United States Census Bureau umfasst die gesamte Fläche der Gemeinde 1,9 Quadratkilometer Land.

## Demographie
Nach der Volkszählung im Jahr 2000 lebten in Bethania 354 Menschen in 139 Haushalten und 111 Familien. Die Bevölkerungsdichte beträgt 190 Einwohner pro Quadratkilometer. Ethnisch betrachtet setzt sich die Bevölkerung vor allem zusammen aus 82 Prozent Weißen und 16 Prozent Afroamerikanern; 2 Prozent stammen von zwei oder mehr Ethnien ab. 2,5 Prozent der Bevölkerung sind spanischer oder lateinamerikanischer Abstammung.
Von den 139 Haushalten hatten 32 Prozent Kinder unter 18 Jahren, die bei ihnen lebten, 70 Prozent davon waren verheiratete, zusammenlebende Paare, 9 Prozent waren allein erziehende Mütter und 20 Prozent waren keine Familien. 16 Prozent bestanden aus Singlehaushalten und in 5 Prozent lebten Menschen mit 65 Jahren oder älter. Die Durchschnittshaushaltsgröße betrug 2,55 und die durchschnittliche Familiengröße war 2,84 Personen.
23,4 Prozent der Bevölkerung waren unter 18 Jahre alt. 3,4 Prozent zwischen 18 und 24 Jahre, 29,4 Prozent zwischen 25 und 44 Jahre, 29,9 Prozent zwischen 45 und 64, und 13,8 Prozent waren 65 Jahre alt oder älter. Das Durchschnittsalter betrug 42 Jahre. Auf 100 weibliche Personen kamen 91,4 männliche Personen. Auf 100 Frauen im Alter von 18 Jahren oder darüber kamen 96,4 Männer.
Das jährliche Durchschnittseinkommen eines Haushalts betrug 51.875 US-$; das jährliche Durchschnittseinkommen einer Familie belief sich auf 55.357 $. Männer hatten ein durchschnittliches Einkommen von 45.500 $, Frauen 27.813 $. Das Prokopfeinkommen betrug 25.702 $. 7,3 Prozent der Bevölkerung und 8,3 Prozent der Familien lebten unterhalb der Armutsgrenze. 13,7 Prozent von ihnen sind Kinder und Jugendliche unter 18 Jahre und 9,3 Prozent sind 65 Jahre oder älter.